# Kachelpotlood

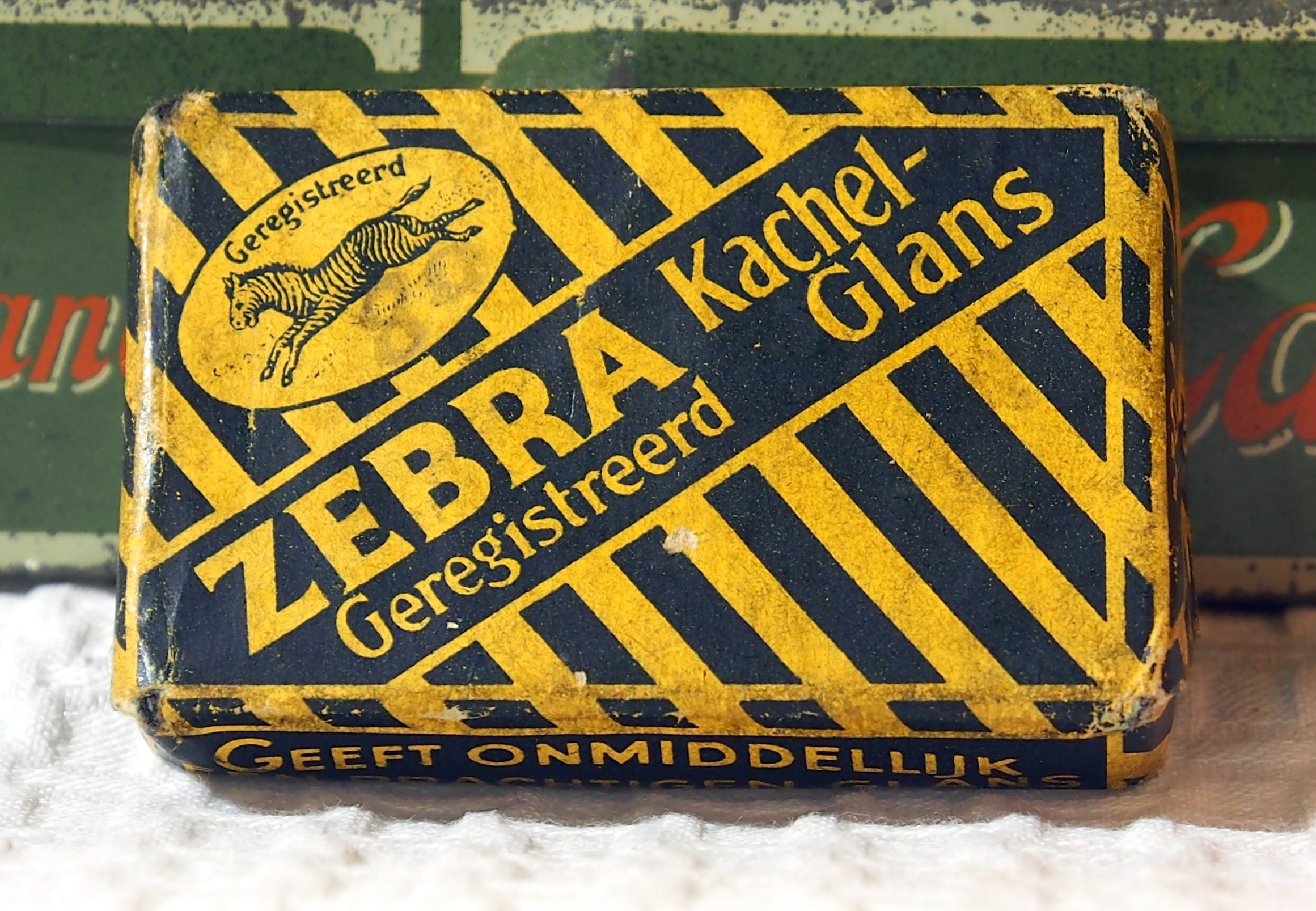
Kachelglans van het merk Zebra

Kachelpotlood, ook bekend als kachelglans, kachelzwart(sel) of kachelpoets, is een poetsmiddel op basis van poedervormig grafiet en lijnolie dat gebruikt wordt om kolenkachels, houtkachels en andere gietijzeren voorwerpen mee te poetsen en weer glimmend zwart te maken.
Bekend is het merk Zebra kachelglans, dat de kachel weer van een Schitterende Glans weet te voorzien. Het was verkrijgbaar in blokjes en wordt nog steeds in tubes onder de merknaam Zebralin verhandeld. Een ander merk was Negrita, van de Belgische poetsmiddelenfabrikant ça-va-seul. Daarnaast kon men gebruikmaken van het merk Prima Boheemsch Kachelpotlood.
Kachelpoets wordt in 2020 nog gewoon gebruikt en verkocht en is onder andere ook in grijs / zilver verkrijgbaar. Enkele gangbare merken zijn Eclair Noir, Zebraline, zebracier(zilver) en Fulgurant black polish.